# わかば (テレビドラマ)
『わかば』は、2004年度後期放送のNHK「連続テレビ小説」第71作で、2004年9月27日から2005年3月26日まで放送されたテレビドラマである。全151回。NHK大阪放送局制作。

## 概要
コンセプトは「街と家族の再生」で、阪神・淡路大震災から復興する神戸の街で、造園家への道を目指す。
ヒロインは2004年4月、オーディションで1913人の応募者の中から原田夏希に決まった。
※下記写真はいずれも2004年11月のNHK大阪施設見学会で撮影。

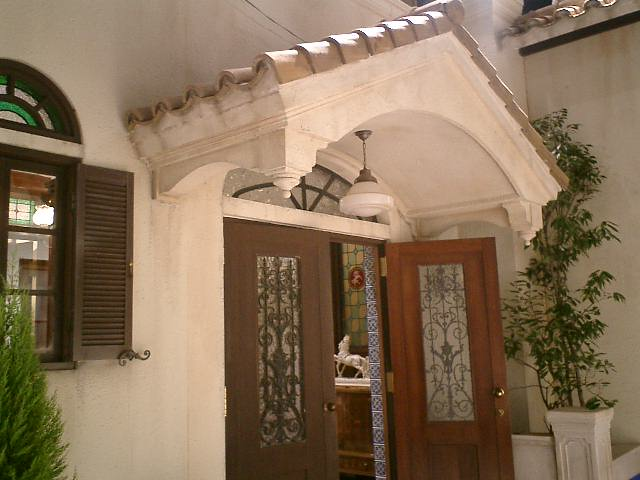
若葉の神戸での下宿先・洋館の正面玄関
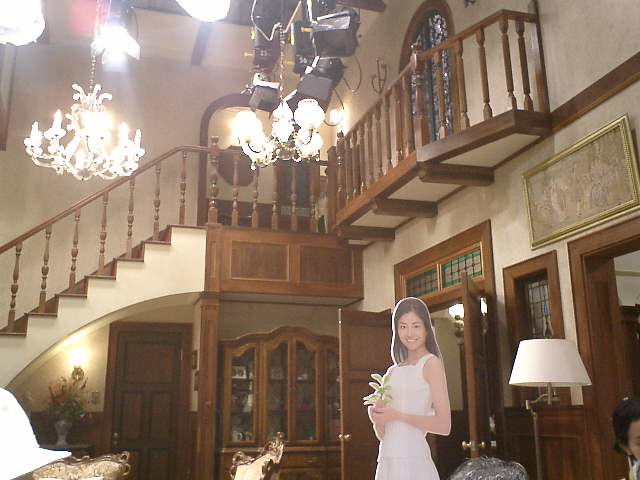
若葉の下宿先・洋館の内部
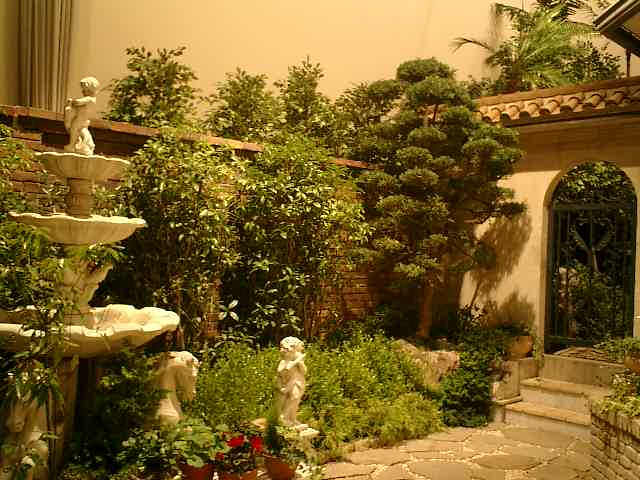
若葉の下宿先・洋館の庭
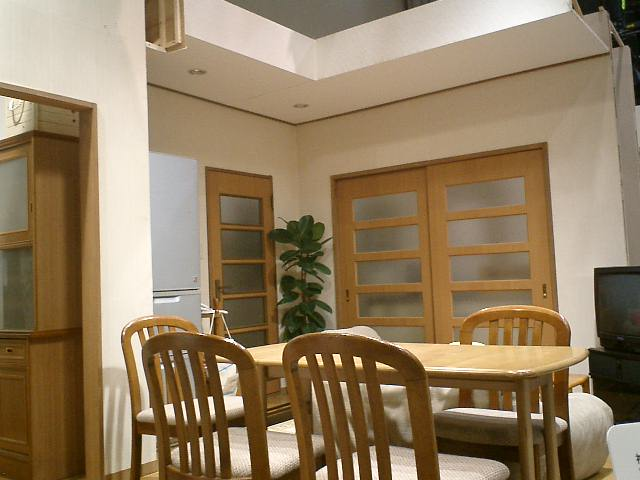
中華料理店「王華」を経営する若葉の叔母宅リビングのセット
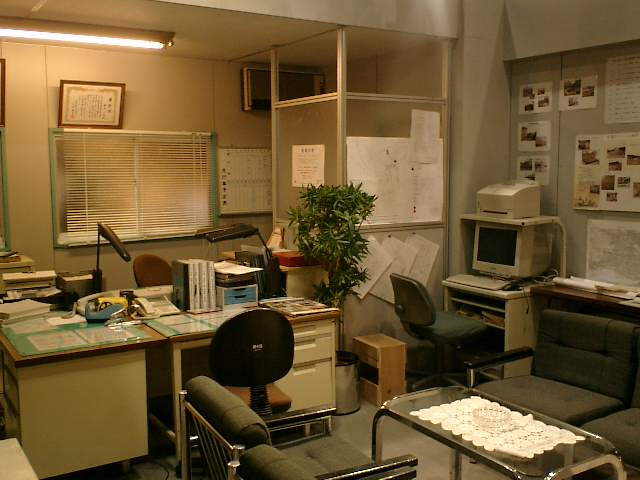
若葉の勤務先・井川造園事務所のセット
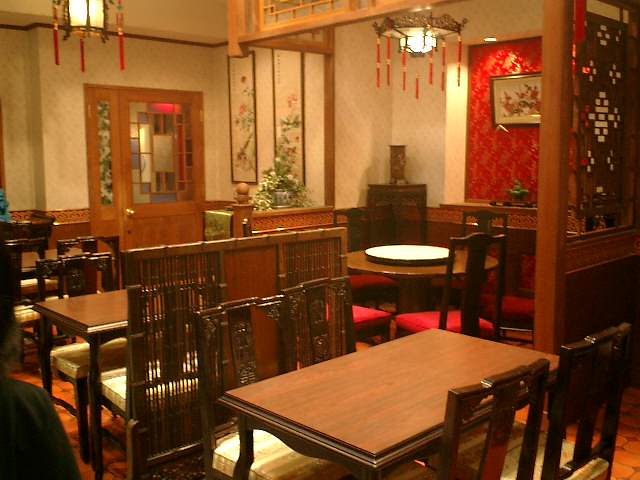
若葉がよく訪れる中華料理店「王華」のセット

## 物語
建築家の父親を阪神・淡路大震災で亡くした震災遺児・高原若葉は、宮崎で焼酎製造業を営む母の実家に身を寄せて育った。大学でガーデニングの勉強をし、建設会社への就職を目指すも社の経営破綻により内定が取り消されてしまう。
代わりに就職した庭園管理業者で造園家として阪神大震災からの復興を目指す途上、人生の伴侶とめぐり合い亡き父とともに夢見た理想のすまい「緑の家」構想の中でドラマは終了する。

## 登場人物

### 高原・村上・王家
高原若葉 → 藤倉若葉
演 - 原田夏希（舞台版：同じ、少女時代〈回想〉：蓮沼佳奈）
主人公の震災遺児。父の夢である「みどり豊かな家」を作るのが夢。
大学時代はチアリーディング部に所属していた。
高原詩子
演 - 田中裕子（舞台版：浅茅陽子）
若葉の母。旧姓は村上。震災で夫を失い、家族と共に宮崎に移り住んでいる。
震災のショックでなかなか神戸に帰る事ができなかった。
高原公一
演 - 内藤剛志（舞台版：永島敏行）
若葉の父。震災で死去しており、本編では回想のみの登場。
高原光
演 - 崎本大海（舞台版：同じ、少年時代〈回想〉：川井一成）
若葉の弟。震災がトラウマになっている。
村上のぶ
演 - 南田洋子（舞台版：大塚道子）
若葉と光の母方の祖母で、詩子と浩太郎の母。「人生、生きちょるだけで丸儲け」が口癖。
村上浩太郎
演 - 西郷輝彦（舞台版：同じ）
若葉と光の母方の伯父で、詩子の兄。村上酒蔵の3代目。頑固だが根は優しい。
村上幸恵
演 - 斉藤慶子（舞台版：仁科亜季子）
浩太郎の妻。
村上啓太
演 - 内野謙太（舞台版：同じ）
若葉と光の従兄弟で、浩太郎の子。
外見はチャラチャラしているが、光のかけがえのない親友で、よき理解者。
高原栄造
演 - 織本順吉（舞台版：同じ）
若葉と光の父方の祖父で、公一の父。神戸では名高い造園者。
王繁美
演 - 東ちづる（舞台版：森奈みはる）
若葉と光の父方の叔母で、公一の妹。
王成順
演 - 石本興司（舞台版：同じ）
中華料理店「王華」の店長で、繁美の夫。栄造には頭が上がらない。
王美華
演 - 坂口あずさ
若葉と光の従姉妹で、繁美と成順の娘。

### 藤倉家とその下宿人
藤倉雅也
演 - 姜暢雄（舞台版：岩﨑大）
建築設計士で、後に若葉の夫。
しかし、初めて会った時は、最悪の印象だった。下戸でお酒が大の苦手。
藤倉亜紀 → 安住亜紀
演 - 山口紗弥加（舞台版：仁平裕子）
若葉の親友で、雅也の妹。後に若葉と義姉妹になる。
藤倉渚
演 - 加茂さくら
雅也・亜紀の祖母で典子の母。若葉に自分の洋館に下宿先として提供する。
藤倉典子
演 - 黒田福美
雅也と亜紀の母で、若葉の姑。
藤倉保
演 - 田中隆三
雅也と亜紀の父。婿養子。
藤倉樹里
演 - 西本利久
若葉と雅也の娘。
安住義洋
演 - 野田晋市
亜紀の夫。
瞳しずか
演 - 綾戸智絵
洋館の下宿人。本名：木村福子。ジャズシンガー。
ジュディ
演 - メラニー・グリーン
洋館の下宿人。ケーキ職人。

### 神戸の人々
井川一行
演 - ばんばひろふみ
井川造園のオーナー。
井川都志子
演 - 朝比奈潔子
一行の妻。
山岡鉄男
演 - 山西惇（舞台版：同じ）
井川造園の先輩職人。鬼瓦のような強面と厳しい性格で、若葉を鍛えていく。
杉本康博
演 - 小籔千豊（舞台版：康ヨシノリ）
井川造園の職人で、若葉の同僚。弱気な性格で、山岡に日々発破をかけられている。
木之下俊介
演 - 内藤剛志（舞台版：永島敏行）（共に一人二役）
神戸に住むバーテンダーで、ボランティア活動を熱心に行っている。
若葉の父・公一と瓜二つの容姿。
三島秀和
演 - 笑福亭松之助
「王華」の常連客。
大崎慎平
演 - 住田隆
「王華」の常連客。
車椅子の女性
演 - 鳴尾よね子
医師
演 - 菊池聡
産婦人科医
演 - 大西みのり

### 宮崎の人々
谷準一
演 - 塚本高史
若葉の大学時代の同期。若葉に片想いしている。
谷八重
演 - 上原由恵
準一の母。
吉村絵里
演 - 仁平裕子
佐野隆子
演 - 藤澤志帆
星野香織
演 - 森本更紗
山下厚子
演 - 山内明日
福田るり子
演 - 振角麻衣
若葉の大学時代の同期で、チアリーディング部の仲間。
わかばのチームメイト
演 - 日本文理大学チアリーディング部「BRAVES」

### その他
神崎葉子
演 - 藤谷美紀
矢島淳美
演 - 松田美由紀
矢島義夫
演 - 小倉久寛
島本悟
演 - 斎藤洋介
島本聡子
演 - 剣幸
平泉武夫
演 - 上杉祥三
平泉松子
演 - 南風洋子
平泉郁江
演 - 武村陽子
笠井功二
演 - 下塚誠
笠井雄一
演 - 浅見小四郎
笠井久子
演 - 谷村真弓
岡田新一
演 - 堀内正美
間中明
演 - 岡本光太郎
佐伯亮
演 - 関秀人
吉田
演 - 長原成樹
西田教授
演 - 稲森誠
看護師
演 - 猿渡ゆか
学校職員
演 - 鍋島浩
職人
演 - 小松健悦
三宮建設社員
演 - 福寿淳（声のみ）
テレビ・ラジオの声
演 - 湯口和明
その他
演 - 上原由恵

## 放送日程
| 週     | 回数      | 放送日              | 演出              |
| 2004年 | 2004年    | 2004年              | 2004年            |
| ------ | --------- | ------------------- | ----------------- |
| 第1週  | 1 - 6     | 9月27日 - 10月02日  | 榎戸崇泰          |
| 第2週  | 7 - 12    | 10月04日 - 10月09日 | 榎戸崇泰          |
| 第3週  | 13 - 18   | 10月11日 - 10月16日 | 渡邊良雄          |
| 第4週  | 19 - 24   | 10月18日 - 10月23日 | 渡邊良雄          |
| 第5週  | 25 - 30   | 10月25日 - 10月30日 | 榎戸崇泰          |
| 第6週  | 31 - 36   | 11月01日 - 11月06日 | 渡邊良雄          |
| 第7週  | 37 - 42   | 11月08日 - 11月13日 | 福井充広          |
| 第8週  | 43 - 48   | 11月15日 - 11月20日 | 福井充広          |
| 第9週  | 49 - 54   | 11月22日 - 11月27日 | 榎戸崇泰          |
| 第10週 | 55 - 60   | 11月29日 - 12月04日 | 黒崎博            |
| 第11週 | 61 - 66   | 12月06日 - 12月11日 | 黒崎博            |
| 第12週 | 67 - 72   | 12月13日 - 12月18日 | 渡邊良雄          |
| 第13週 | 73 - 78   | 12月20日 - 12月25日 | 渡邊良雄          |
| 第14週 | 79 - 80   | 12月27日 - 12月28日 | 渡邊良雄          |
| 2005年 |           |                     |                   |
| 第15週 | 81 - 85   | 1月04日 - 1月08日   | 榎戸崇泰          |
| 第16週 | 86 - 91   | 1月10日 - 1月15日   | 榎戸崇泰          |
| 第17週 | 92 - 97   | 1月17日 - 1月22日   | 黒崎博            |
| 第18週 | 98 - 103  | 1月24日 - 1月29日   | 福井充広          |
| 第19週 | 104 - 109 | 1月31日 - 2月05日   | 田中正            |
| 第20週 | 110 - 115 | 2月07日 - 2月12日   | 渡邊良雄          |
| 第21週 | 116 - 121 | 2月14日 - 2月19日   | 渡邊良雄          |
| 第22週 | 122 - 127 | 2月21日 - 2月26日   | 榎戸崇泰 山本晃久 |
| 第23週 | 128 - 133 | 2月28日 - 3月05日   | 黒崎博            |
| 第24週 | 134 - 139 | 3月07日 - 3月12日   | 福井充広          |
| 第25週 | 140 - 145 | 3月14日 - 3月19日   | 渡邊良雄          |
| 第26週 | 146 - 151 | 3月21日 - 3月26日   | 榎戸崇泰          |

2004年10月23日は新潟県中越地震が発生したためデジタルBS2での再放送を休止し10月24日に放送された。

## オープニング
本番組の舞台となった宮崎県日南市と兵庫県神戸市の風景や様子。

## エンディング
本番組のエンディングは「緑のある風景」。

## 視聴率
初回平均視聴率は18.9%、放送期間平均視聴率は17%、最高視聴率は19.9%（ビデオリサーチ調べ、関東地区・世帯）。

## 特別編
2004年12月29日12時45分 - 13時に前半の総集編を、弟の高原光（崎本大海）の視点で紹介した「わかば・光の特別編」、2005年1月3日8時15分 - 8時30分には「新春スペシャル」も放送された。

## 総集編
BShiで2005年7月21日 - 2005年7月22日の9時 - 午前10時40分に2回ずつ、BS2では2005年8月8日 - 8月11日17時 - 17時50分、地上波では2005年12月29日7時20分 - 11時に放送された。

## スタッフ
- 作 - 尾西兼一[2]
- 音楽 - 服部克久[2]
- 演奏 - フェイス・ミュージック
- 主題歌 - 「泣いたりしないで」
  - 作詞・作曲・歌 - 福山雅治、編曲 - 服部隆之
- 題字 - 大橋歩
- 神戸ことば指導 - 川本美由紀
- 宮崎ことば指導 - 上原由恵
- チアリーディング指導 - 日本チアリーディング協会
- 中国料理指導 - 為後喜光
- 洋菓子指導 - 兵庫県洋菓子協会
- 気孔指導 - 先崎高弘
- 医事指導 - 芦田敬一
- 焼酎造り監修 - 宮崎県酒造組合
- 造園監修 - 神戸市造園協力会
- 撮影協力 - 宮崎県、宮崎県日南市、兵庫県神戸市
- 語り - 内藤裕子アナウンサー（NHK大阪放送局アナウンサー）
- 副音声解説 - 江原正士
- 制作統括 - 小林千洋
- 制作 - 江澤俊彦
- 美術 - 石村嘉孝、丸山純也、深尾高行
- TD - 坂本忠雄、鈴木文夫
- 音響効果 - 巽浩悦、水谷明男、木村充宏
- 編集 - 城所夏子
- 撮影 - 松本剛、大須賀弘之
- 照明 - 清岡昌吉、杓瀬圭介
- 音声 - 井上裕一、大成友二、藤原猛、佐藤善次郎
- VE - 酒井俊史、備中正幸
- 記録 - 松田亜子
- 演出 - 榎戸崇泰、渡邊良雄 / 黒崎博、福井充広、田中正、山本晃久

## 舞台版
2005年8月、東京都の明治座で舞台が上演された（主演の原田を含め主要キャストはほぼ同じメンバーが出演）。2006年2月には、NHK教育の番組「劇場への招待」でテレビ放送された。

### キャスト
- 高原（藤倉）若葉 - 原田夏希
- 高原詩子 - 浅茅陽子
- 村上幸恵 - 仁科亜季子
- 高原光 - 崎本大海
- 村上啓太 - 内野謙太
- 山岡鉄男 - 山西惇
- 王成順 - 石本興司
- 木之下俊介・高原公一（二役） - 永島敏行
- 藤倉雅也 - 岩﨑大
- 王繁美 - 森奈みはる
- 藤倉亜紀 - 仁平裕子
- 杉本康博 - 康ヨシノリ
- 村上のぶ - 大塚道子
- 高原栄造 - 織本順吉
- 村上浩太郎 - 西郷輝彦

### スタッフ（舞台）
- 原作・脚本 - 尾西兼一
- 音楽 - 服部克久
- 美術 - 本江義治
- 照明 - 倉本泰史
- 音響 - 伊東尚司
- 演出 - 堤泰之
- 公演製作 - 明治座